# Jokioinen vasútállomás
Jokioinen vasútállomás Finnországban, Jokioinen településen található.

## Vasútvonalak
Az állomást az alábbi vasútvonalak érintik:
- Jokioinen múzeumvasút

## Kapcsolódó állomások
A vasútállomáshoz az alábbi állomások vannak a legközelebb: